# Банка Копер Словения Оупън
Банка Копер Словения Оупън е турнир по тенис за жени, провеждан ежегодно в словенския град Порторож. От 2005 година насам, твърдите кортове в Словения са изпълнени с публика за да видят състезателите, дошли да играят на турнира от последната IV категория.
Най-голяма се оказва борбата през 2007 година, когато две от двайсетте най-добри играчи на света се включват в надпреварата – Татяна Головин и Зибиле Бамер, съответно №19 и №20 в света. С историята на турнира е свързан и друг рекорд – шампионката през 2006 Тамира Пашек е седмата най-млада шампионка на турнир от веригата на Женската тенис асоциация (на 15 години, 9 месеца и 18 дена), както и третата най-ниско класирана шампионка (тръгва от квалификациите, защото 259-ата позиция не ѝ дава право на участие).

## Финалите в турнира през годините

### Сингъл
| Година | Шампион         | Финалист              | Резултат            |
| ------ | --------------- | --------------------- | ------------------- |
| 2010   | Анна Чакветадзе | Йохана Ларсон         | 6 – 1, 6 – 2        |
| 2009   | Динара Сафина   | Сара Ерани            | 65–7, 6 – 1, 7 – 5  |
| 2008   | Сара Ерани      | Анабел Медина Гаригес | 6 – 3, 6 – 3        |
| 2007   | Татяна Головин  | Катарина Среботник    | 2 – 6, 6 – 4, 6 – 4 |
| 2006   | Тамира Пашек    | Мария Елена Камерин   | 7 – 5, 6 – 1        |
| 2005   | Клара Кукалова  | Катарина Среботник    | 6 – 2, 4 – 6, 6 – 3 |

### Двойки
| Година | Шампиони                                     | Финалисти                          | Резултат             |
| ------ | -------------------------------------------- | ---------------------------------- | -------------------- |
| 2010   | Мария Кондратиева Владимира Ухлиржова        | Анна Чакветадзе Марина Еракович    | 6 – 4, 2 – 6, 10 – 7 |
| 2009   | Юлия Гьоргес Владимира Ухлиржова             | Камий Пин Клара Закопалова         | 6 – 4, 6 – 2         |
| 2008   | Анабел Медина Гаригес Вирхиния Руано Паскуал | Вера Душевина Екатерина Макарова   | 6 – 4, 6 – 1         |
| 2007   | Луцие Храдецка Рената Ворачова               | Андреа Клепач Елена Лиховцева      | 5 – 7, 6 – 4, 10 – 7 |
| 2006   | Луцие Храдецка Рената Ворачова               | Ева Бирнерова Емили Лоа            | отказване            |
| 2005   | Анабел Медина Гаригес Роберта Винчи          | Йелена Костанич Катарина Среботник | 6 – 4, 5 – 7, 6 – 2  |